# Движение национального возрождения
Движение национального возрождения (исп. Movimiento Regeneración Nacional, Морена) — правящая левая политическая партия в Мексике, официально зарегистрированная в качестве политической партии в 2014 году. Её возглавляет Андрес Мануэль Лопес Обрадор, бывший двукратный кандидат в президенты и бывший президент страны (1 декабря 2018 — 1 октября 2024). Генеральный секретарь партии — сенатор Йедколь Полевнски.

## История
Морена была основана Лопесом Обрадором как межпартийная организация для поддержки его кандидатуры на пост президента в 2012 году. После выборов Лопес Обрадор вышел из своей бывшей партии, Партии демократической революции (PRD), и Морена превращается из неофициального «движения» в политическую партию (с Лопесом Обрадором как ее лидером).

## Результаты выборов

### Палата депутатов
| Палата депутатов |                      |                         |                               |                                    |                             |   |
| Год выборов      | # голосов по округам | % от голосов по округам | # из пропорциональных голосов | % от пропорционального голосования | # из общего количества мест | ± |
| 2015             | 3,327,793            | 8.8                     | 3,346,303                     | 8.4                                | 35 из 500                   |   |
| Год выборов      | # голосов по округам | % от голосов по округам | # из пропорциональных голосов | % от пропорционального голосования | # из общего количества мест | ± |
| 2018             | 20,972,573           | 37.25                   |                               |                                    | 247 из 500                  |   |